# سیارک ۷۶۲۵
سیارک ۷۶۲۵ (به انگلیسی: 7625 Louisspohr، نامگذاری:2150T-2) هفت هزار و ششصد و بیست و پنجمین سیارک کشف شده‌است که در ۲۹ سپتامبر ۱۹۷۳ کشف شد.
قدر مطلق سیارک برابر ۱۳٫۷۰ است.